# Hyundai Terracan
Вперше назва Terracan введена в 2001 році компанією Hyundai Motor Company для позначення рамних позашляховиків створених на основі Mitsubishi Pajero другого покоління.

## Опис

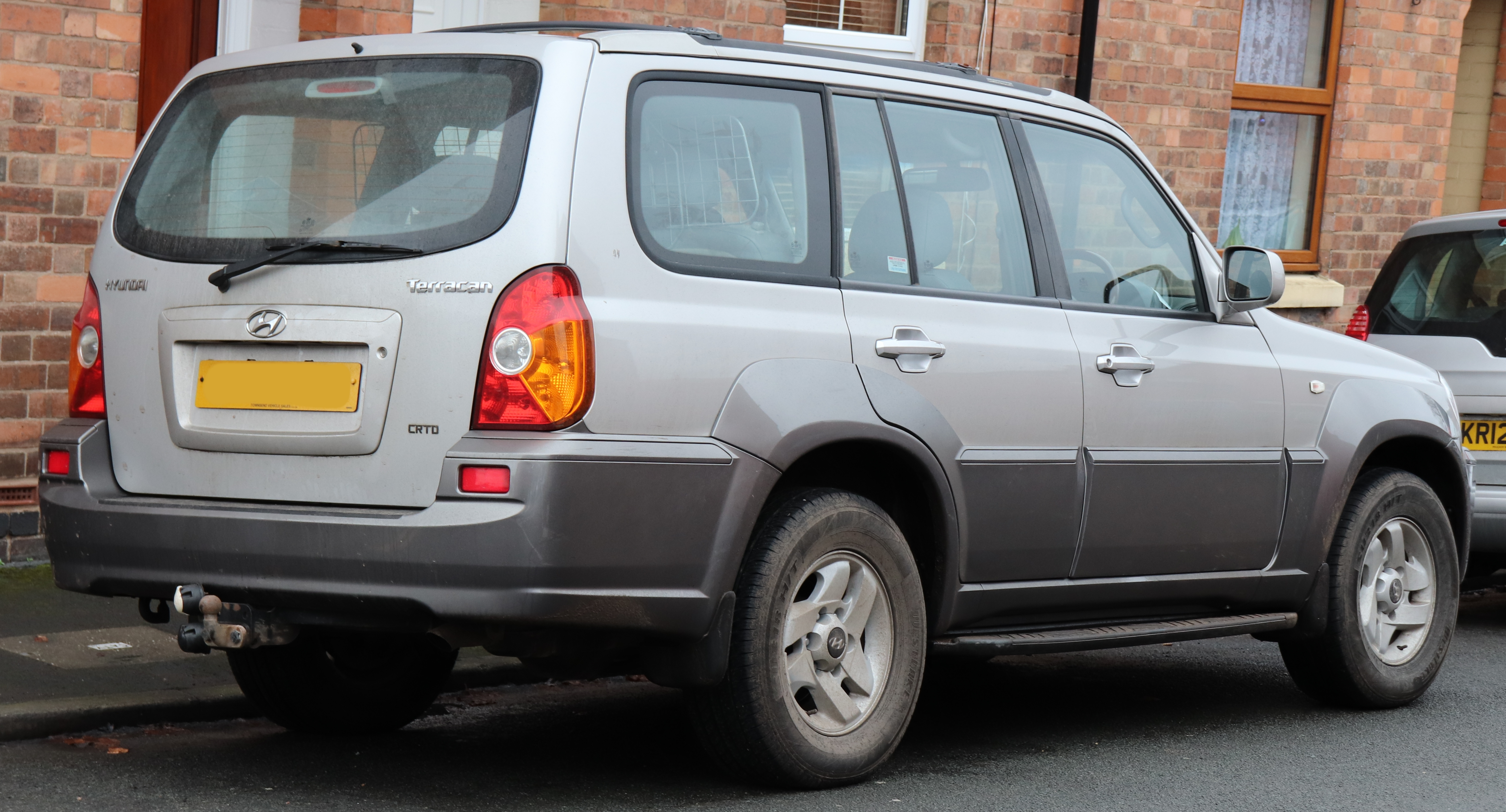
Hyundai Terracan (2001—2004)

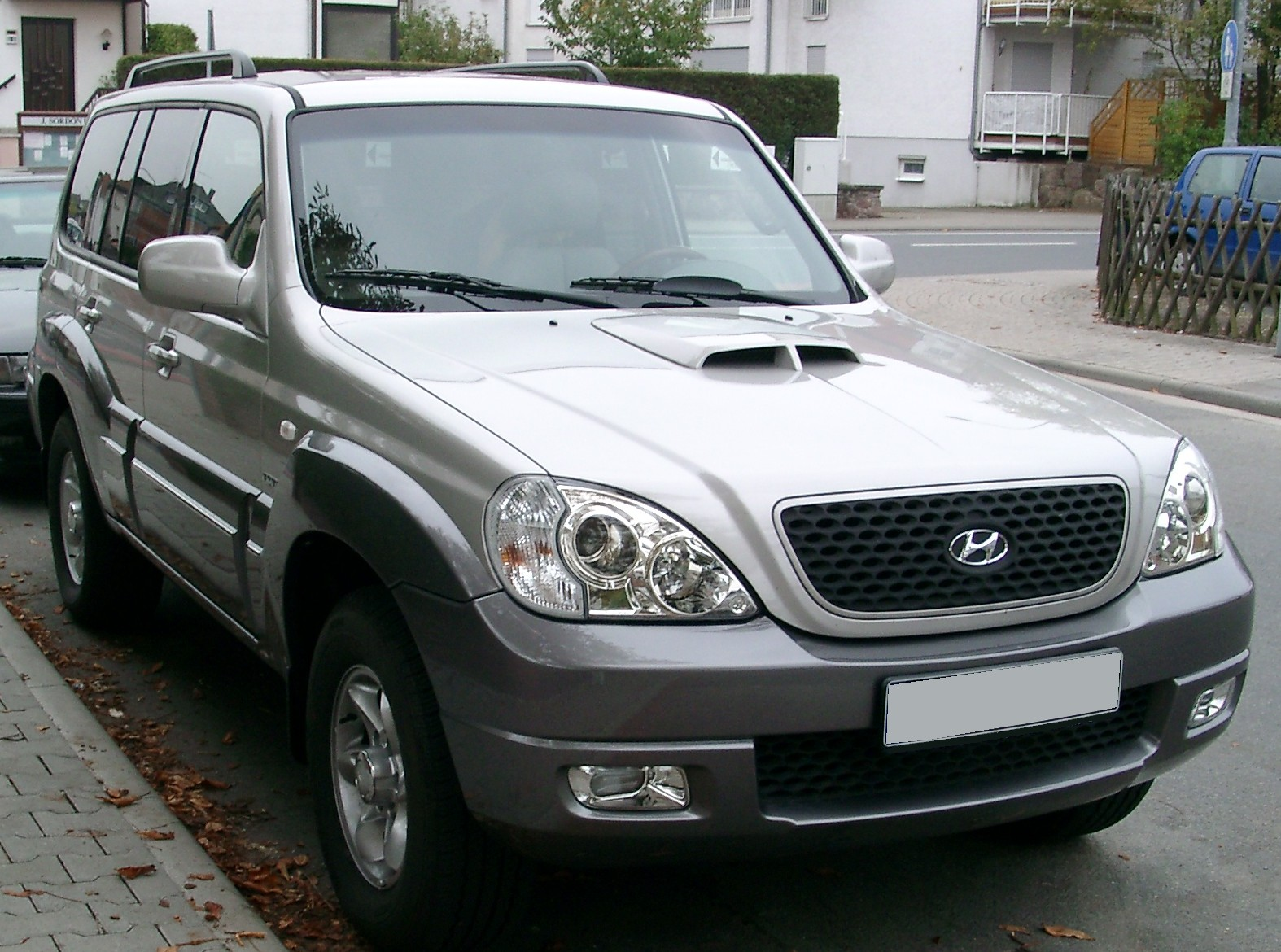
Hyundai Terracan (2004—2007)

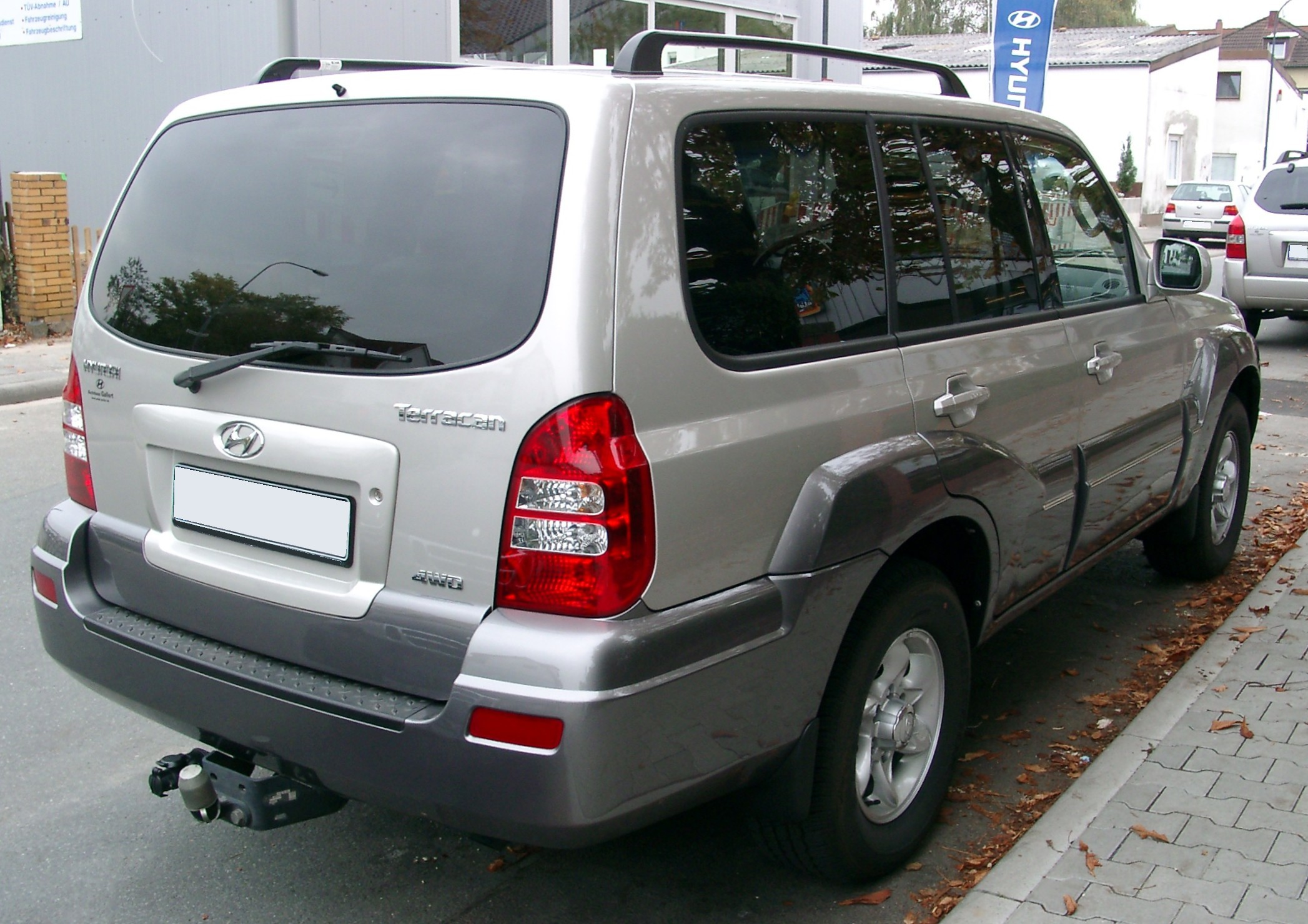
Hyundai Terracan (2004—2007)

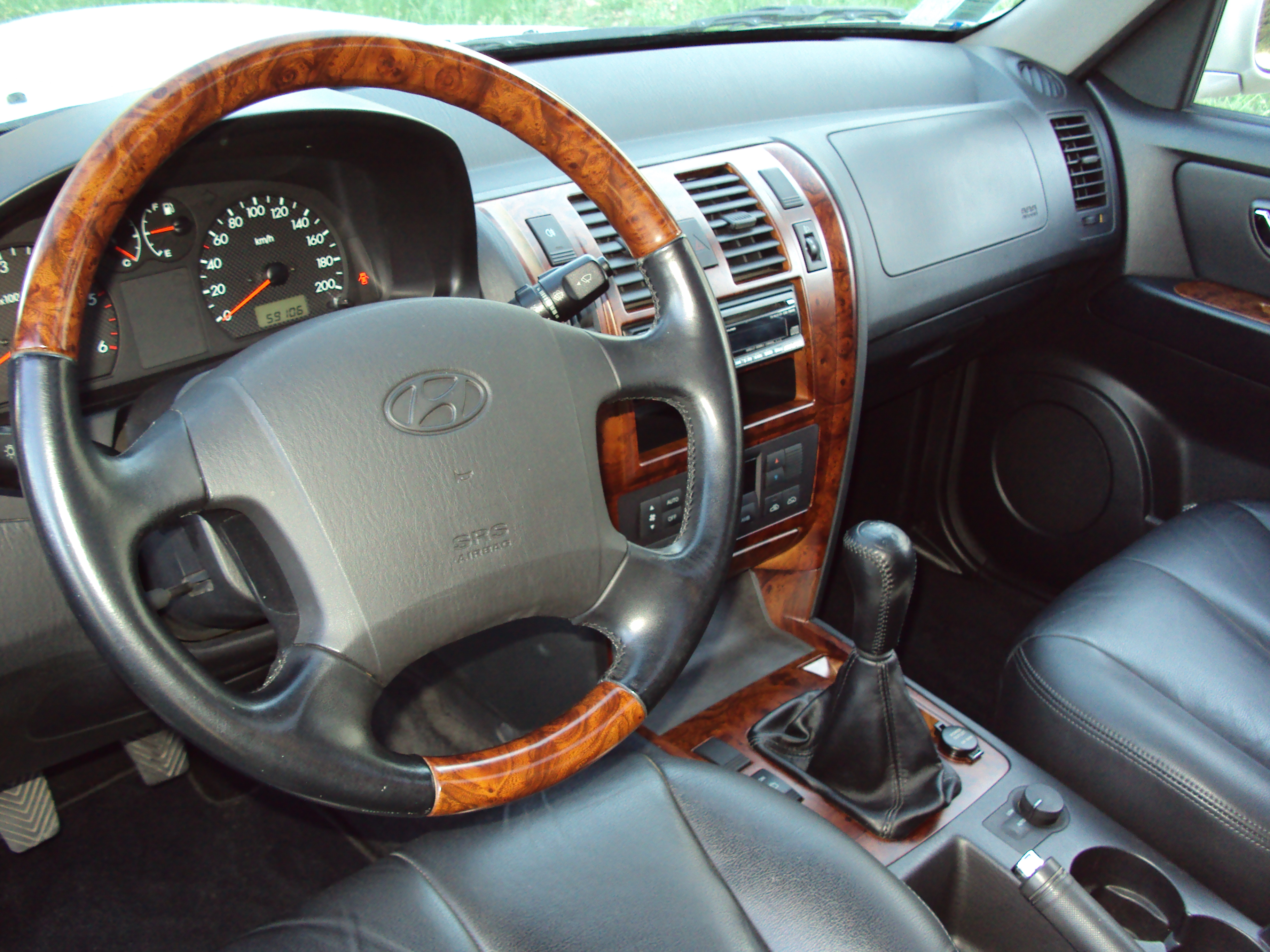
Hyundai Terracan

Одночасно з базовою моделлю компанія представила дорожчу та вишуканішу версію Terracan Highlander. Основна різниця автомобілів полягала у постійному повному приводі. Якщо звичайний Hyundai Terracan пропонувався з приводом на задні колеса та підключаємим переднім мостом, то у Terracan Highlander повний привід був постійним. Екстер'єр та інтер'єр Terracan були виконані в європейському стилі з притаманною лаконічністю. Бонусами позашляховика стали містке багажне відділення та економічні, наскільки це можливо для габаритного транспортного засобу, двигуни.
Зовнішність позашляховика — це компіляція знайомих форм та ідей. Якщо дивитись на Hyundai Terracan під певним кутом, він нагадуватиме Land Cruiser, Pajero, Patrol та Prado. Зважившись на оновлення 2005 року, компанія безсумнівно виграла. Автомобіль отримав більший, решітчастий повітрозабірник, який по стилю перегукувався з решіткою радіатора. Стали більшими і бампери Terracan. Автомобіль оснастили чималим обвісом. Позашляховик виглядає вкрай цілісно і це з урахуванням того, що компанія просто адаптувала популярні прийоми екстер'єру.   
Випуск Hyundai Terracan припинився у 2007 році. 

## Двигуни
Бензиновий:
- 3.5 V6 DOHC 194 к.с./294 Нм

Дизельні:
- 2.5 DTi 103 к.с./240 Нм
- 2.9 CRDi 150 к.с./333 Нм
- 2.9 CRDi 163 к.с./345 Нм